# لويز رينو
لويز رينو هي رسامة كندية، ولدت في 3 أغسطس 1922.